# Київська судова палата
Київська судова палата — судова установа, запроваджена у Російській імперії відповідно до планів здійснення судової реформи 1864 року; утворена 1880 року. Округ Київської судової палати (територіальна юрисдикція) окрім українських губерній включав також окремі білоруські та російські території.